# Paul Thun-Hohenstein

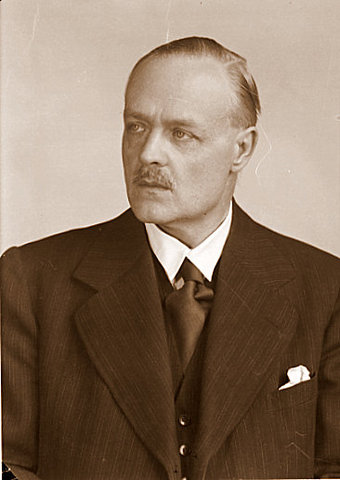
Paul Thun-Hohenstein

Paul Thun-Hohenstein (* 10. November 1884 in Prag; † 13. September 1963 in Wien; bis 1919 Graf Paul Thun-Hohenstein) war ein österreichischer Diplomat, Lyriker, Essayist und Übersetzer.

## Leben
Thun-Hohenstein entstammte der böhmischen Adelsfamilie Thun und Hohenstein und lebte ab 1934 in Wien. Mit dem Adelsaufhebungsgesetz von 1919 verlor er seinen Adelstitel Graf.
Im Jahr 1923 war er Gründungsmitglied der Innviertler Künstlergilde.

## Schriften
- Sonette (1925)
- Gedichte (1933)
- Aphorismen (Graz, 1936)
- Österreichische Lebensform. Heimat-Verlag, Brixlegg 1937 – Österreichische Bücherei 1/3A
- Wege des Lebens, Ein Querschnitt durch österreichische Traditionen (Essay, Wien, 1946)
- Herbstwanderung (1958)

## Übersetzungen
- Carlo Gozzi: Turandot. Tragikomisches Märchen in fünf Akten [1762]. Aus dem Italienischen übertragen von Paul Graf Thun-Hohenstein [1946]. Mit einem Nachwort von Gerhard Reuter. Stuttgart: Reclam 1965.